# Boden
För andra betydelser, se Boden (olika betydelser).
Boden (på lulesamiska: Suttes) är en tätort i Norrbotten och centralort i Bodens kommun i Norrbottens län.

## Namn
Boden (Bodom, dativ pluralis, 1543) är bestämd form av pluralis av bod. Detta kan möjligen ha syftat på fäbodar. Första skriftliga benämningen på orten Boden, Bodebyn, är från medeltiden (1539) i en riksskattelängd. Notera att Nordisk familjeboks etymologi är Bodarna, det vill säga fäbodarna eller sjöbodarna efter de bodar som upprättats från strömmingsfisket(?). År 1543 hade Bodebyn sju hemman och sedan tidigare fanns samer.

## Historia

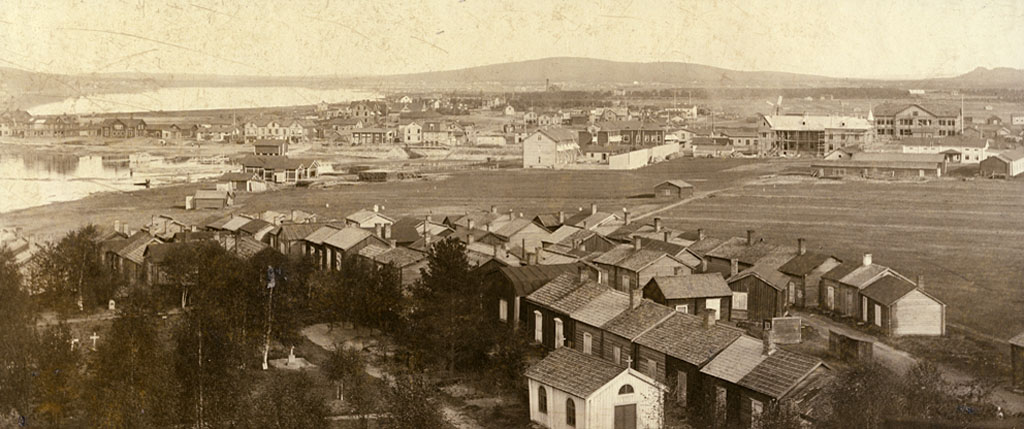
Boden, cirka 1900.

Första skriftliga benämningen på Boden är Bodebyn år 1539 i en riksskattelängd. År 1543 hade Bodebyn sju hemman. Sedan tidigare fanns samer bosatta på platsen.
Överluleå kyrka började byggas 1827 och därmed var centrum flyttat till Bodträsket från Heden. Nedanför kyrkan etablerades en liten kyrkby, vilket medförde att namnet Överluleå användes synonymt med Boden. Syftet var att befolkningen skulle ha någonstans att bo under gudstjänstbesöken. Idag återstår endast ett 30-tal av de ursprungligt dryga 300 timmerhusen.
På 1860-talet planerades för frakt av järnmalm längs Luleälven. För att kringgå älvens forsar började en kanal grävas söder om älven mellan Heden och Råbäcken. Arbetet på kanalen avslutades nedanför Rödberget, endast cirka 1 km från slutmålet. Detta, som populärt kallas Engelska kanalen-projektet avbröts, men den halvfärdiga kanalen är förklarad som byggnadsminne och resterna av den kan fortfarande ses på sina håll i terrängen.
1887 byggdes Gällivarebanan där Järnmalm från brytningarna i Malmberget (och senare Kiruna), transporteras genom Boden till Luleå, där den antingen fraktas till stålverket, eller lastas i fartyg för vidare transport.
I slutet av 1800-talet blir samhället den viktigaste knutpunkten för järnvägen i landets nordligaste delar, då Stambanan genom övre Norrland från 1894 förbinder orten med de södra landsdelarna och senare även Haparandabanan som utgår från Boden och knyter samman Sverige med Finland.
I Befallningshavandes femårsberättelse från Norrbottens län 1896–1900 skrivs följande om Boden:
| ” | Boden, som för ett tiotal år sedan icke i något afseende utmärkte sig framför många andra så kallade kyrkobyar inom länet, hyser redan en bofast befolkning af mellan tre- och fyratusen invånare. En stor mängd jämförelsevis ansenliga och prydliga byggnader hafva där uppförts och den lifaktighet och företagsamhet på flere områden, hvarom mångt och mycket bär vittne, förespår det unga samhället en lofvande framtid. | „ |

### Garnisonen

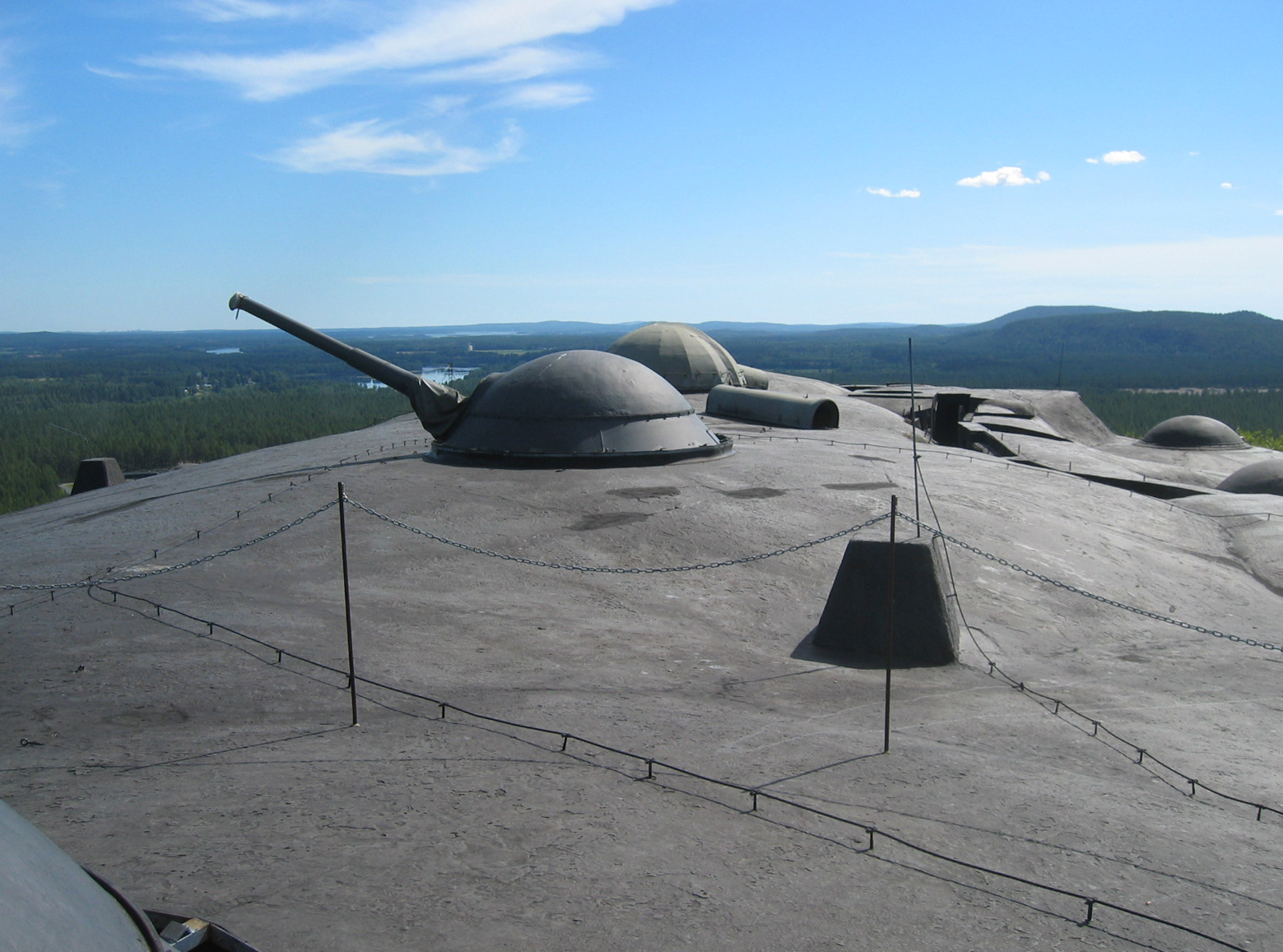
Rödbergsfortet är en del av Bodens fästning.

Boden var bas för Övre Norrlands försvar ända fram till 1990-talet. Hela 13 % av Sveriges försvar var stationerat på Bodens garnison, I 19. Livet på orten präglas fortfarande i hög utsträckning av garnisonen. I Boden finns även Sveriges enda artilleriregemente. Även Bodens garnisonssjukhus var en stor arbetsgivare fram till dess att all verksamhet flyttades till Sunderby sjukhus.
Idag är Bodens fästning med Försvarsmuseum Boden och Rödbergsfortet sevärdheter för turister.

### Administrativa tillhörigheter
Boden låg i Överluleå socken och var från 1831 kyrkby i denna. I Överluleå landskommun inrättades den 28 februari 1896 Bodens municipalsamhälle då byggnadsstadgan började gälla i Boden. Detta följdes av brandstadgan och ordningsstadgan den 26 november 1897 och hälsovårdsstadgan den 11 mars 1898. 1919 utbröts orten ur landskommunen och bildade Bodens stad. Bebyggelsen sträckte sig efterhand även in i Överluleå landskommun som sedan 1967 tillsammans med Gunnarsbyns församling från Råneå landskommun inkorporerade i staden och orten Boden kom därefter att bara omfatta en mindre del av stadens yta. 1971 uppgick stadskommunen i Bodens kommun med orten Boden som centralort i kommunen.
Boden tillhörde och tillhör Överluleå församling.
Boden ingick i Överluleå tingslag till 1948 och sedan Luleå tingslag (från 1969 kallat Bodens tingslag). Från 1971 till 2002 ingick orten i Bodens domsaga och ingår sedan 2002 i Luleå domkrets

## Befolkning

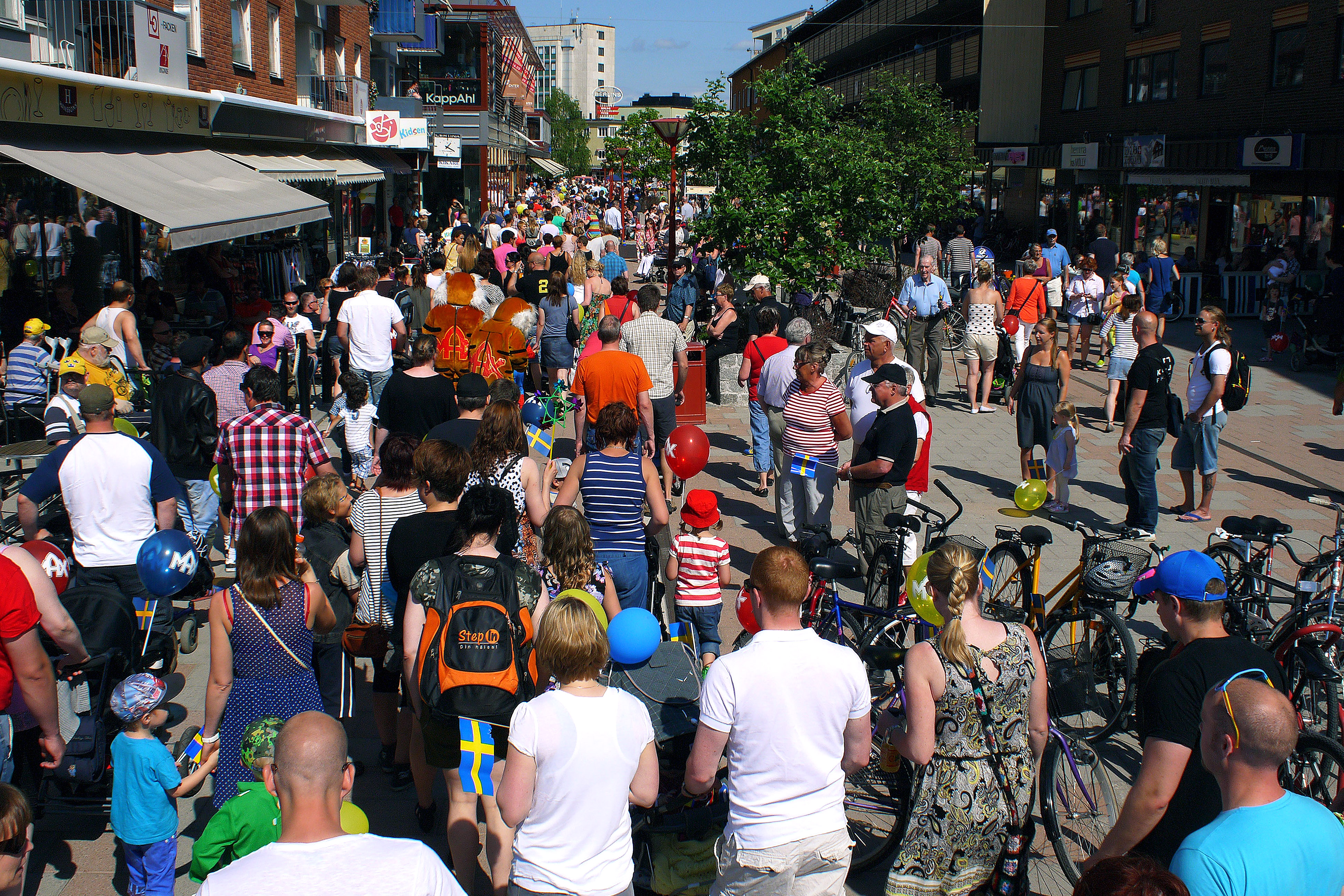
Nationaldag och barnkarneval 2013. Gågatan mot Kyrkgatan.

| Befolkningsutvecklingen i Bodens stad 1920–1955 | Befolkningsutvecklingen i Bodens stad 1920–1955 | Befolkningsutvecklingen i Bodens stad 1920–1955 | Befolkningsutvecklingen i Bodens stad 1920–1955 | Befolkningsutvecklingen i Bodens stad 1920–1955 |
| --- | ----------------------------------------------- | ----------------------------------------------- | ----------------------------------------------- | ----------------------------------------------- |
| |                                                 |                                                 |                                                 |                                                 |
| År |                                                 |                                                 | Invånare                                        |                                                 |
| 1920 | 1920                                            |                                                 | 6 241                                           | 6 241                                           |
| 1925 | 1925                                            |                                                 | 6 781                                           | 6 781                                           |
| 1930 | 1930                                            |                                                 | 6 430                                           | 6 430                                           |
| 1935 | 1935                                            |                                                 | 6 583                                           | 6 583                                           |
| 1940 | 1940                                            |                                                 | 7 038                                           | 7 038                                           |
| 1945 | 1945                                            |                                                 | 10 058                                          | 10 058                                          |
| 1950 | 1950                                            |                                                 | 11 314                                          | 11 314                                          |
| 1955 | 1955                                            |                                                 | 11 980                                          | 11 980                                          |
| Källa: SCB - Folkmängd inom administrativa områden 1910-1961 och Folkmängd 31 dec 1950-1975 i län, kommuner och församlingar enligt kommunindelningen 1 jan 1976. |                                                 |                                                 |                                                 |                                                 |

| Befolkningsutvecklingen i Boden 1960–2020                                                                 | Befolkningsutvecklingen i Boden 1960–2020 | Befolkningsutvecklingen i Boden 1960–2020 | Befolkningsutvecklingen i Boden 1960–2020 | Befolkningsutvecklingen i Boden 1960–2020 |
| --- | ----------------------------------------- | ----------------------------------------- | ----------------------------------------- | ----------------------------------------- |
| |                                           |                                           |                                           |                                           |
| År |                                           |                                           | Folkmängd                                 | Areal (ha)                                |
| 1960 | 1960                                      |                                           | 16 254                                    | 1 046                                     |
| 1965 | 1965                                      |                                           | 17 905                                    | 1 187                                     |
| 1970 | 1970                                      |                                           | 18 642                                    |                                           |
| 1975 | 1975                                      |                                           | 19 590                                    |                                           |
| 1980 | 1980                                      |                                           | 18 547                                    |                                           |
| 1990 | 1990                                      |                                           | 20 205                                    | 1 958                                     |
| 1995 | 1995                                      |                                           | 20 056                                    | 1 990                                     |
| 2000 | 2000                                      |                                           | 19 091                                    | 1 990                                     |
| 2005 | 2005                                      |                                           | 18 680                                    | 1 997                                     |
| 2010 | 2010                                      |                                           | 18 277                                    | 1 998                                     |
| 2015 | 2015                                      |                                           | 16 830                                    | 1 402                                     |
| 2020 | 2020                                      |                                           | 16 832                                    | 1 478                                     |
| Anm.: Sammanvuxen med Svartbyn 1965, med Trångforsen och Heden 1990. Trångforsen och Heden utbruten 2015. |                                           |                                           |                                           |                                           |

## Kultur
Från 1920-talet och några årtionden framåt var revy-scenen i Boden glödhet, och bland andra fick Martin Ljung sin skolning där.
Varje sommar hålls Boden Alive. Familjeaktiviteter sker dagtid med karuseller och tivoli. Senare framåt kvällningen övergår man till festligheter med liveband och öltält.

### Sport
De stora idrottsarenorna i Boden är Boden Arena (Fotboll, Handboll, Innebandy), Hive Arena (Ishockey), Björknäsvallen (Friidrott), och Hildursborg (Inomhusidrott). I Boden finns idrottsföreningar för ett flertal olika idrotter. Några exempel ges nedan:
- Boden Handboll IF, en handbollsklubb sedan 2009, spelar i högsta serien, SHE
- Hornskrokens IF, en idrottsförening sedan 1933
- Bodens Skidklubb, en skidklubb sedan 1976
- BK Snar, en brottarklubb sedan 1933
- Bodens BK har ett fotbollslag som spelat i superettan, och vann Division 2 Norra 2022.[14]
- Bodens BK har ett damhandbollslag som 2008 kvalificerat sig för kvalspel till högsta serien.
- Bodens HF är stadens ishockeyförening sedan 2005. (Mellan 1986 och 2005 var det Bodens IK, och före det bland annat Bodens BK (till 1986) och Svartbjörnsbyns IF (till 1980). 1976-1980 samarbetade BBK och SIF i BBK/Björns.)
- IBK Boden är en innebandyförening som har ett damlag som spelat i högsta serien i många år, men som åkte ur 2008.
- Boden Friidrott
- Bodens Ridklubb bildades 1968. En av Bodens stora ungdomsverksamheter.
- Cheer Future är en cheerleadingförening som startades 2008 i Boden. Föreningen har haft mycket framgångsrika lag och har många medaljer på större tävlingar.
- Team Boden IBF är en innebandyförening med herr- och pojklag.
- BSK Pilen, en bågskytteklubb som bildades 1948.
- Bodens BS, en bowlingklubb som spelar i Elitserien. Vann Norrbottens första SM-Guld för lag (1995)